# 彼得·哈德菲尔德
彼得·哈德菲尔德（英語：Peter Hadfield，1955年1月21日—），澳大利亚男子田径运动员。他曾代表澳大利亚参加1978年和1982年英联邦运动会田径比赛，获得一枚银牌。他也曾参加1980年和1984年夏季奥林匹克运动会。